# Under the Dome
Under the Dome (no Brasil, Sob a Redoma; em Portugal, A Cúpula) é um romance de ficção-científica de Stephen King, publicado em novembro de 2009 pela editora Scribner. Em Portugal foi publicado em 2013 pela Bertrand Editora, em dois volumes. No Brasil foi publicado em 2012 pela Suma de Letras.
Este livro é uma reescrita de um romance que King tentou publicar duas vezes no final da década de 1970 e no começo de 1980, sob os títulos The Cannibals e Under the Dome. Como King declarou em seu site oficial, estas duas obras inacabadas "foram duas tentativas muito diferentes de utilizar a mesma ideia, que se preocupa com a forma como as pessoas se comportam quando são cortadas a partir da sociedade que sempre pertenceram". "Além disso", prosseguiu o escritor, "minha memória de The Cannibals é que, como Needful Tings, era uma espécie de comédia social." Do material originalmente escrito, apenas o primeiro capítulo está incluído no novo romance.

## Sinopse
Em um dia normal de outono, na cidade de Chester's Mill, Maine, a cidade é inexplicável e repentinamente isolada do resto do mundo por um campo de força invisível. Aviões colidem e caem do céu em chamas, a mão de um jardineiro é cortada na "cúpula", as pessoas são separadas de suas famílias e os carros explodem com o impacto. Ninguém pode imaginar o que essa barreira é, de onde veio, e quando — ou se — ela irá embora.
Dale Barbara, veterano no Iraque e agora um cozinheiro de pequenas-ordens, encontra-se unido com alguns cidadãos intrépidos — a dona de um jornal local Julia Shumway, assistente de um médico no hospital, uma seleta mulher e três filhos corajosos. Contra eles está Big Jim Rennie, um político que não vai parar por nada — nem assassinatos — de segurar as rédeas do poder, e seu filho, que está mantendo um segredo horrível em uma despensa escura. Mas o seu principal adversário é a própria cúpula. Porque o tempo não é apenas curto: está se esgotando.

## Pré-lançamento
Em janeiro de 2008 a revista Time citou King dizendo que iria "matar muitas árvores" com seu próximo romance. A primeira versão foi concluída em agosto de 2008, com o manuscrito pesando 8,6 kg. King afirmou que o romance tem o dobro de páginas de Duma Key e  "mais de 1,5 mil páginas em manuscrito".

## Adaptação televisiva
Em junho de 2013 estreou no canal norte-americano CBS a série Under the Dome, adaptação do livro feita por Brian K. Vaughan e Steven Spielberg.